# Evippomma
Evippomma là một chi nhện trong họ Lycosidae.